# GGD Amsterdam

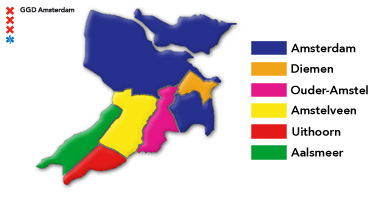
Werkgebied van de GGD Amsterdam

De GGD Amsterdam (Geneeskundige en Gezondheidsdienst Amsterdam) is de lokale gezondheidsdienst van Amsterdam, Diemen, Weesp en de Amstellandgemeenten. Het doel van deze lokale GGD-afdeling is het beschermen en bevorderen van de volksgezondheid in het werkgebied.
De activiteiten van de GGD Amsterdam is deels gericht op de inwoners van Amsterdam en deels op de werkers in de zorg.

## Geschiedenis

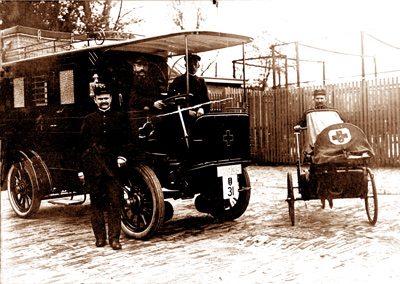
Fietsbrancard en de eerste elektrische ambulance (ca. 1908)

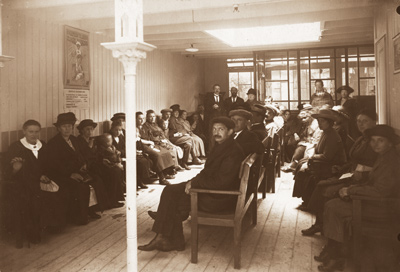
Geneeskundige armenzorg

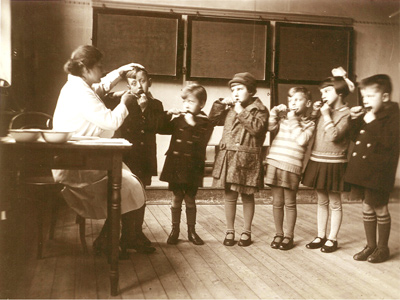
Tandenpoetsinstructie

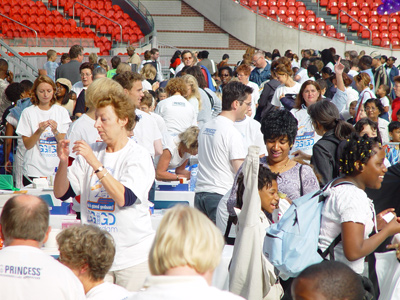
Massale meningokokkenvaccinatie in stadion de ArenA

De GGD Amsterdam is in 1901 opgericht onder de naam GG&GD (Gemeentelijke Geneeskundige en Gezondheidsdienst) en is daarmee de oudste gemeentelijke gezondheidsdienst in Nederland. Eerder al, sinds 1893, was er sprake van een gezondheidsdienst, die zich bezighield met activiteiten op het gebied van openbare hygiëne. In 1900 werd besloten om een nieuwe gezondheidsdienst op te richten, die zich bezig ging houden met volksgezondheid en geneeskundige verzorging.
In de loop van de 20e eeuw heeft de GGD Amsterdam zich regelmatig aangepast aan de voor het tijdperk geldende eisen. Ten tijde van de grote crisis tijdens het interbellum hield de GGD zich vanuit over de gehele stad verspreide zittingslokalen bezig met de geneeskundige armenzorg voor de inwoners van Amsterdam. Ook de zuigelingenzorg werd een belangrijk thema voor de dienst.

### Tuberculose
Door het massale voorkomen van tuberculose (TBC) in de hoofdstad was de Amsterdamse Vereniging tot Bestrijding der Tuberculose in de eerste helft van de twintigste eeuw een belangrijk onderdeel van de dienst, met een speciaal hierop gericht consultatiebureau in het hoofdkantoor van de GG&GD. In dezelfde periode kwamen grote stromen Oost-Europeanen en Scandinaviërs per trein naar de haven van Amsterdam, alwaar zij zich inscheepten voor emigratie naar Noord- en Zuid-Amerika. Deze emigranten werden opgevangen, door GG&GD-artsen gekeurd en gevoed. Ook werden hun spullen gedesinfecteerd.

### Ambulance
De GGD Amsterdam heeft 103 jaar lang een eigen, zeer beeldbepalende ambulancedienst in de stad gehad. Daarbij was er een meldingbureau, later meldkamer genoemd, om het ambulancevervoer te coördineren. De landelijke overheid heeft aangegeven dat er per veiligheidsregio vanaf 2012 nog maar één ambulancedienst werkzaam mag zijn. In Amsterdam waren er sinds 1986 
nog twee bedrijven actief, naast de Ambulancedienst van de GGD Amsterdam was er nog het VZA (Verenigd Ziekenvervoer Amsterdam). Na onderhandelingen is besloten dat de Ambulancedienst van de GGD opging in die van het VZA, waarna de nieuwe 
organisatie al het ambulancevervoer in de regio is gaan verzorgen. Deze nieuwe organisatie heet Ambulance Amsterdam. Aangezien de meldkamer gebonden is aan de regionale ambulancedienst, ging deze mee in de nieuwe constructie. Hiermee kwam een eind aan de directe aansturing van ambulances in Amsterdam door de GGD.

### Stad en regio
In de tweede helft van de 20e eeuw, na de Tweede Wereldoorlog, volgde een periode van relatieve rust waarin de GG&GD zich verder ontwikkelde tot de organisatie die het nu is.
In het oog springende zaken waar de GGD Amsterdam in deze periode mee te maken kreeg zijn onder meer het neerstorten van de El Al Boeing op een flat in de Bijlmermeer en de massale vaccinatieacties tegen meningokokken en de Mexicaanse griep. Ook wordt de GGD ingezet bij bijvoorbeeld de grote zedenzaak die zich in de Amsterdamse kinderopvang afspeelde. Hij is daar ook verantwoordelijk voor het toezicht op de kwaliteit van de zorg.
Sinds 1 mei 2005 is in het kader van het uitvoeren van steeds meer regionale taken de naam aangepast naar GGD Amsterdam. Vanaf de opsplitsing van GGD Amstelland de Meerlanden per 1 januari 2008 heeft de GGD Amsterdam een werkgebied dat de gemeenten Amsterdam, Amstelveen, Uithoorn (plaatsen Uithoorn en De Kwakel), Ouder-Amstel (plaatsen Duivendrecht en Ouderkerk a/d Amstel), Diemen, Aalsmeer (plaatsen Aalsmeer en Kudelstaart) bestrijkt. Gezamenlijk betreft dit zo'n 1 miljoen inwoners.

## Werkzaamheden
- Preventie en bestrijding van infectieziekten, onder andere seksueel overdraagbare aandoeningen, reizigersadvisering en –vaccinatie, tuberculosebestrijding, streeklaboratorium, inspectie tatoeage- en piercingshops, inspectie seksbedrijven, op verzoek hygiëne-inspecties van bedrijfskeukens, instellingen, zeeschepen en uitvaartverzorging
- Jeugdgezondheidszorg (0-19 jaar)
- Maatschappelijke en geestelijke gezondheidszorg, onder andere verslavingszorg via de geïntegreerde voorzieningen, hulp aan dak- en  thuislozen, hulp bij overlast, bijvoorbeeld als vangnet voor mensen met ernstige psychische problemen en ontruiming en schoonmaak van zwaar vervuilde huizen, regievoering bij grote zedenzaken, psychische nazorg bij rampen, drugstestservice
- Dierplaagbeheersing
- Beleid, onderzoek- en preventieactiviteiten
- Algemene gezondheidszorg, forensische artsen geven onder andere medische zorg aan gedetineerden, controleren doodsoorzaak bij lijkvindingen, houden letselspreekuur en verrichten keuringen voor bijzondere bijstand
- Coördinatie, aansturing en regie van de geneeskundige hulpverlening bij grote evenementen en bij rampen (GHOR Amsterdam Amstelland)
- Advies over milieu en gezondheid in Amsterdam en behandeling van meldingen van burgers op het gebied van luchtkwaliteit (zowel buiten als in huis), geluid of elektromagnetische velden
- Toezicht op onder andere de kwaliteit van de kinderopvang, de maatschappelijke ondersteuning en privaat-gefinancierde jeugdverblijven
- Verstrekking van en toezicht op vergunningen voor tatoeëren en piercen en certificaten voor sanitaire controle (ship sanitation).

## Bekende GG&GD-artsen
- Louis Heijermans
- Arie Querido
- Roel Coutinho